# Good Girls
Good Girls (ou Vol à mères armées au Québec) est une série télévisée policière et de comédie dramatique américaine en cinquante épisodes d'environ 42 minutes créée par Jenna Bans et diffusée entre le 26 février 2018 et le 22 juillet 2021 sur le réseau NBC.
Au Canada et dans tous les pays francophones, la série est diffusée en version française et originale depuis le 3 juillet 2018 sur le service Netflix. En France, la première saison a été diffusée du 26 mars au 23 avril 2020 sur M6.

## Synopsis
À Détroit, trois femmes vivant en banlieue font face à plusieurs problèmes. Beth Boland est mère au foyer de quatre enfants et son mari, infidèle, gère très mal l'argent. Sa petite sœur, Annie, est une caissière dans un supermarché qui ne supporte plus son manager et qui risque de perdre la garde de sa fille. Leur amie Ruby est serveuse et ne sait plus comment faire pour payer les soins de sa fille atteinte d'une grave maladie.
Pour faire face à leurs problèmes d'argent, elles décident de braquer le supermarché où travaille Annie. Le braquage est une réussite mais va attirer l'attention d'un gang qui va pousser les filles à collaborer avec eux.

## Distribution

### Acteurs principaux
- Christina Hendricks (VF : Marine Jolivet) : Elizabeth Irene Boland dite « Beth »
- Retta (VF : Emmanuelle Rivière) : Ruby Hill
- Mae Whitman (VF : Noémie Orphelin) : Annie Marks
- Reno Wilson (en) (VF : Frantz Confiac) : Stanley Lamont Hill dit « Stan »
- Manny Montana (VF : Éric Aubrahn) : Christopher dit « Rio »
- Lidya Jewett : Sara Louise Hill
- Isaiah Stannard (VF : Lou Lévy puis Jonathan Gimbord) : Sadie Marks (saisons 1 et 2) / Ben Marks (saisons 3 et 4)
- Matthew Lillard (VF : Boris Rehlinger) : Dean Boland

Photo des acteurs principaux.
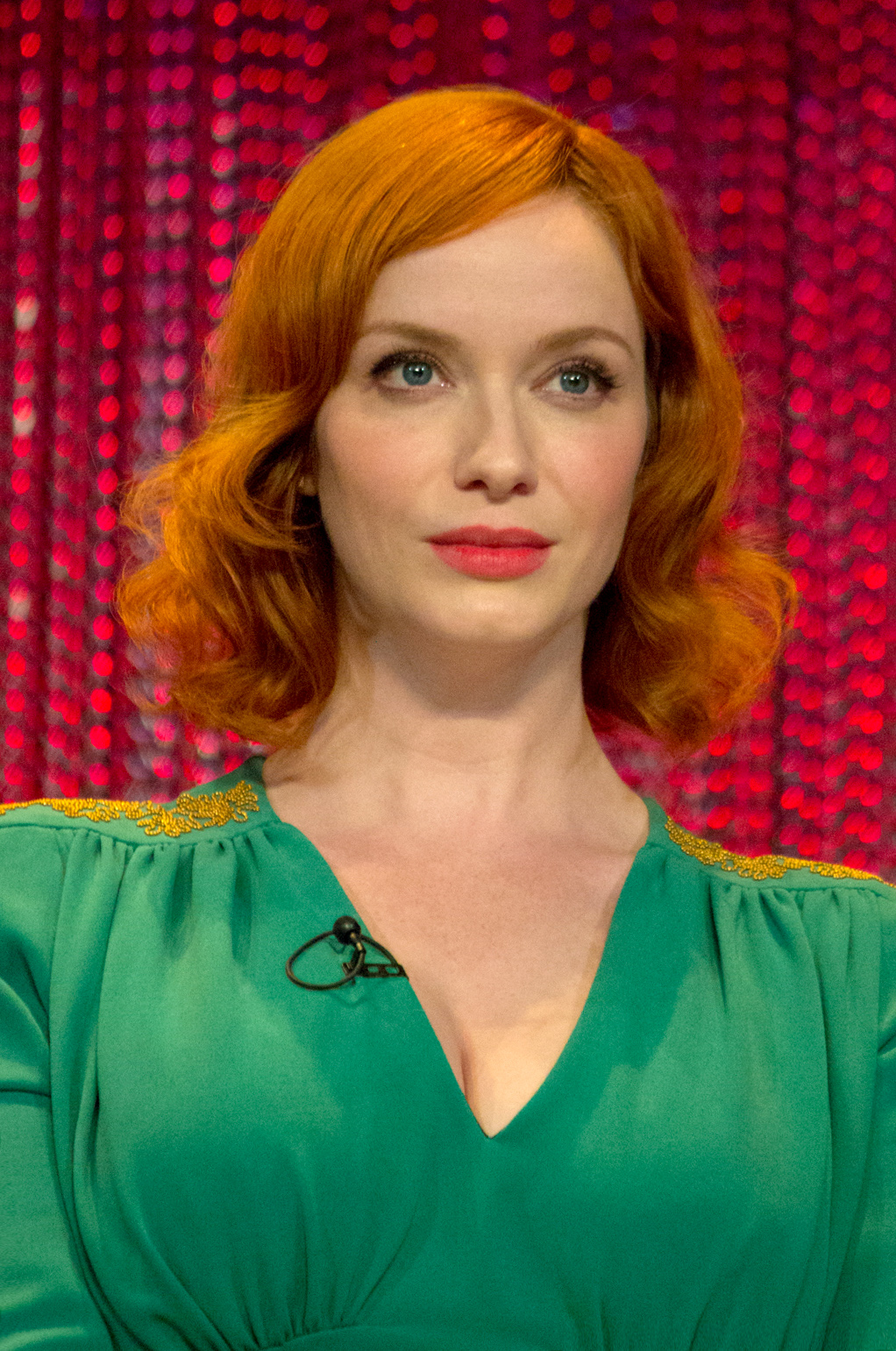
Christina Hendricks interprète Beth Boland
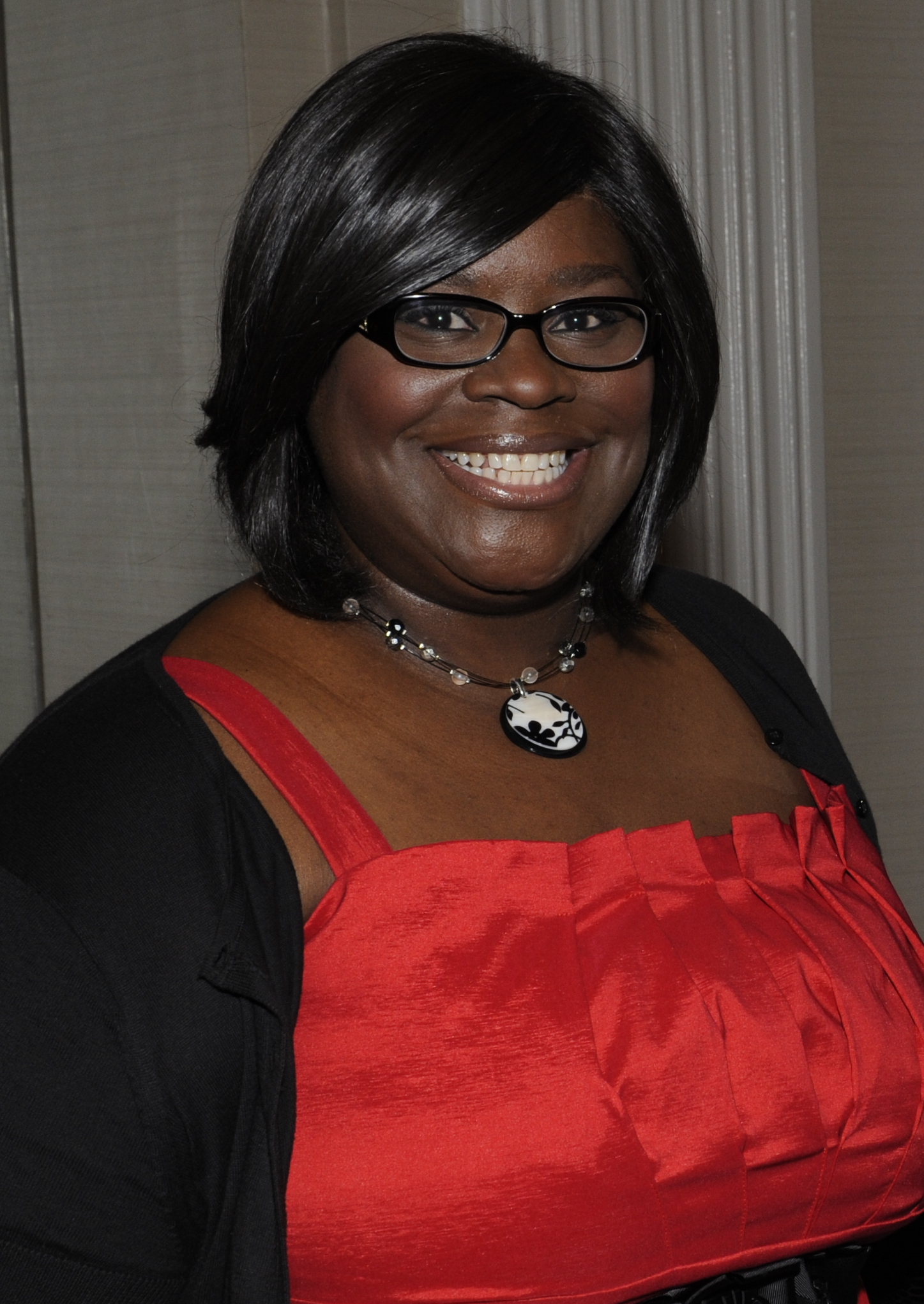
Retta interprète Ruby Hill
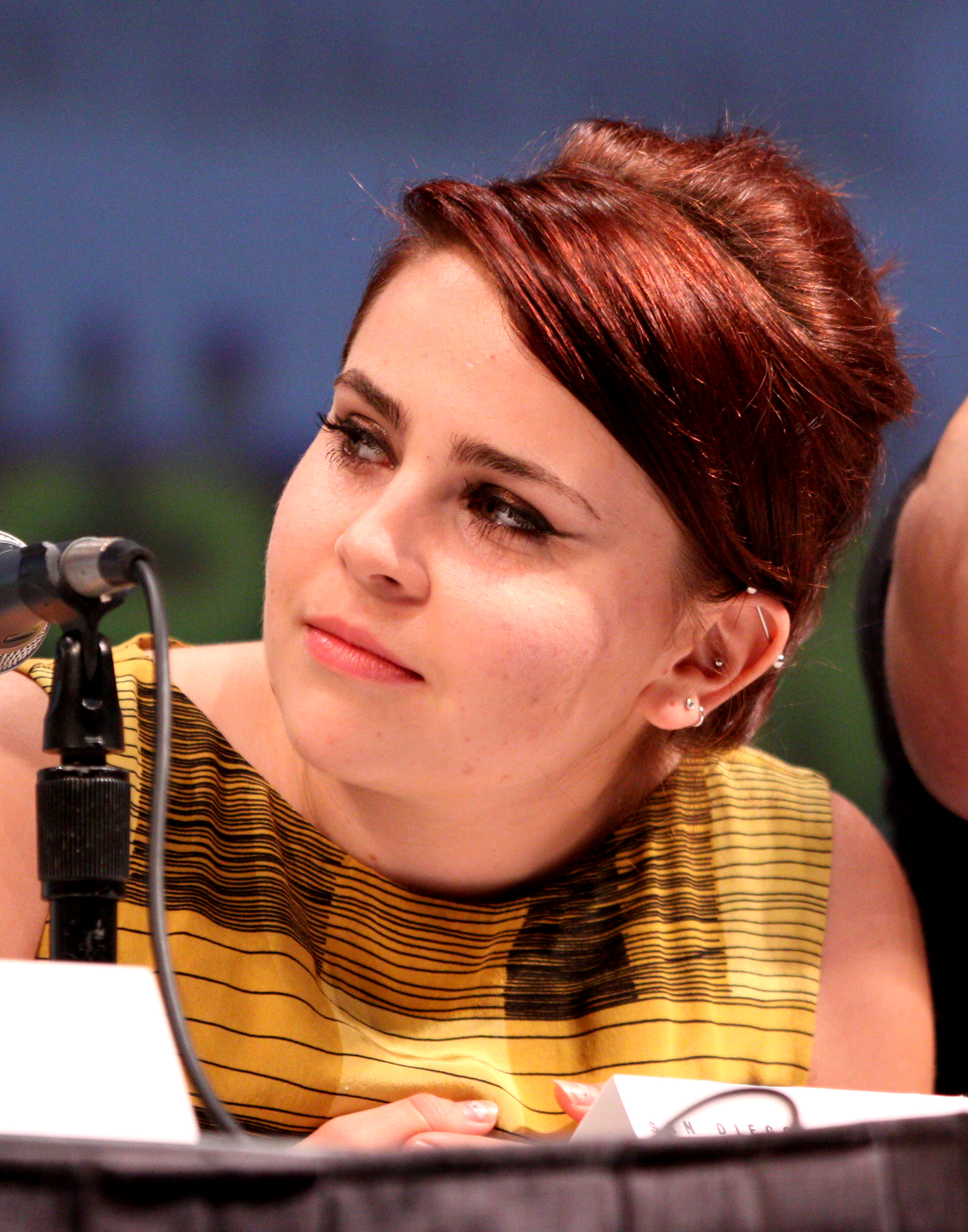
Mae Whitman interprète Annie Marks
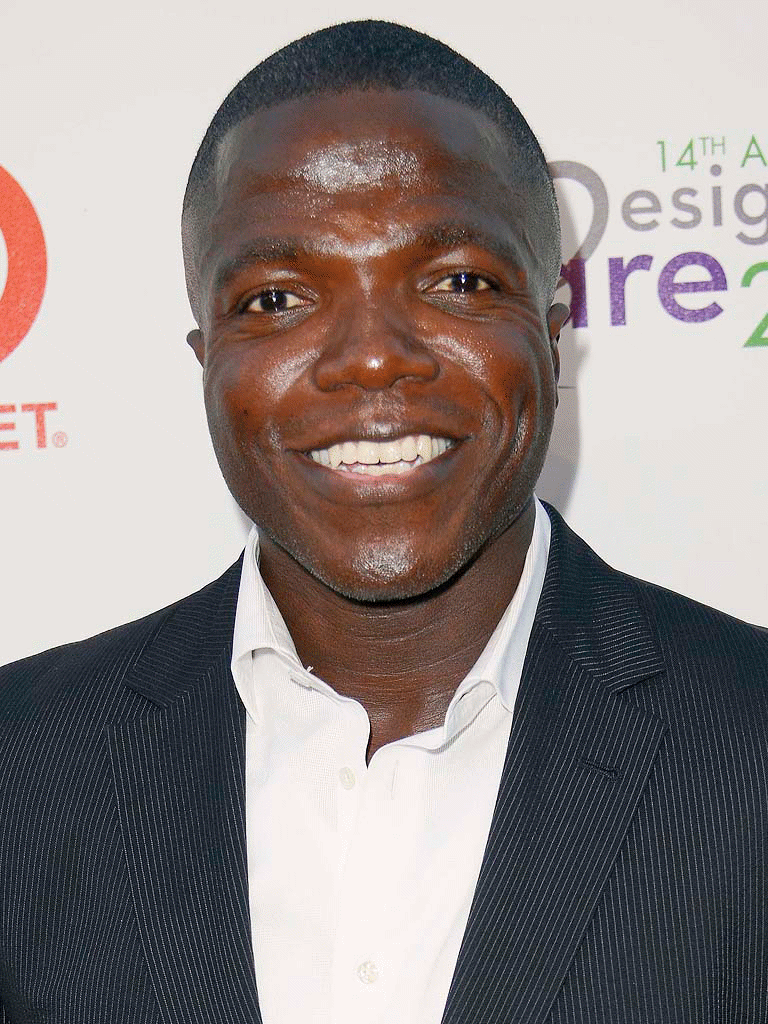
Reno Wilson (en) interprète Stanley Hill
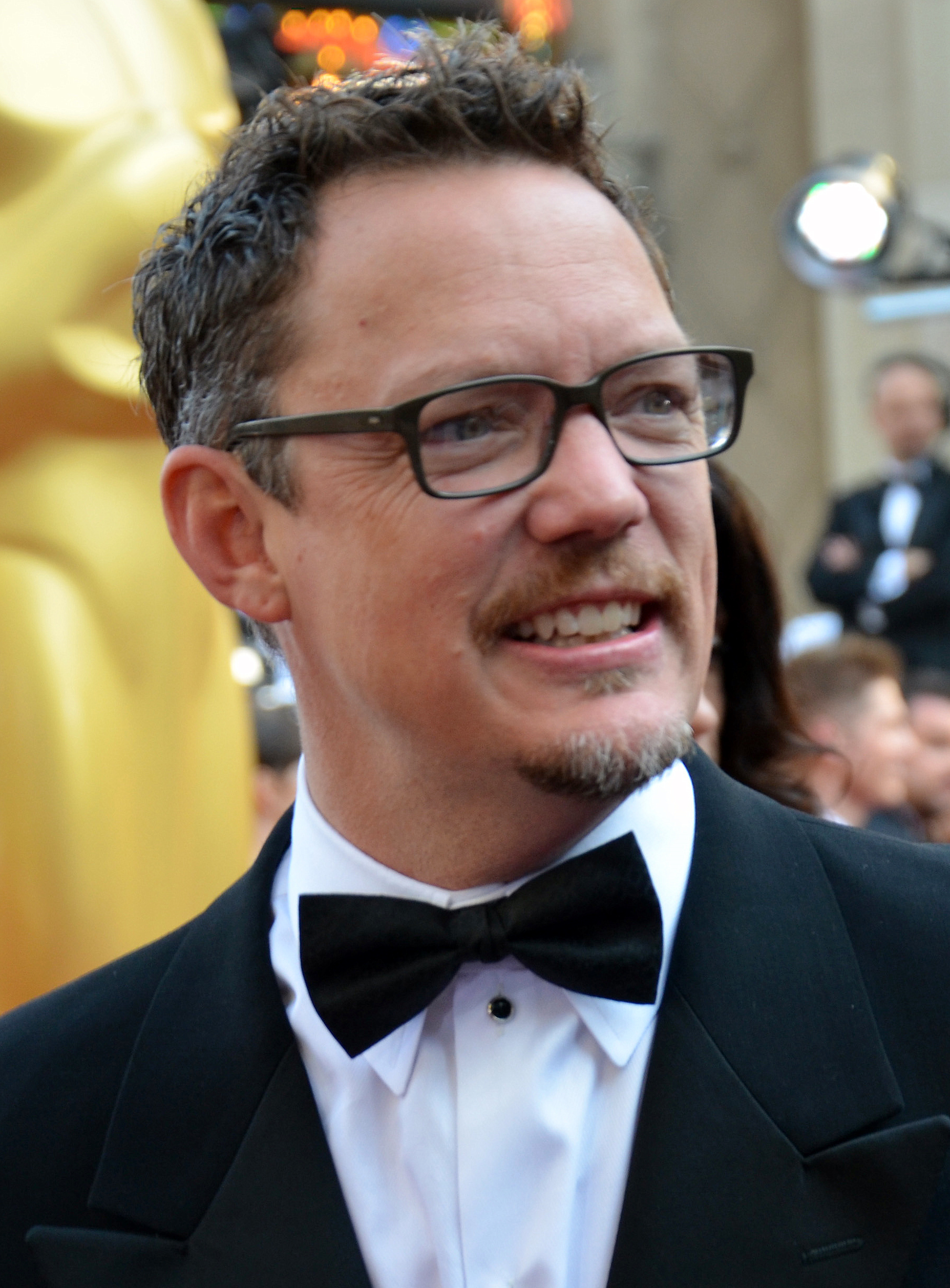
Matthew Lillard interprète Dean Boland

### Acteurs récurrents
- David Hornsby (en) (VF : Alexandre Gillet) : Leslie « Boomer » Peterson (saisons 1 et 2, invité saison 3)
- James Lesure (VF : Eilias Changuel) : l'agent Jim Turner (saisons 1 et 2, invité saison 3)
- June Squibb (VF : Colette Venhard) : Marion Peterson (saisons 1 et 2)
- Zach Gilford (VF : Stéphane Miquel) : Gregg
- Sally Pressman (VF : Cathy Diraison) : Nancy (saisons 1 et 2, invitée saisons 3 et 4)
- Allison Tolman (VF : Barbara Delsol) : Mary Pat (saisons 1 et 2)
- Braxton Bjerken : Kenny Boland (saisons 1 à 3)
- Danny Boyd : Harry Hill
- Sutton Johnston (saison 1), puis Mason Shea Joyce : Danny Boland (saison 2 à 4)
- Mila Middleswarth (saison 1), puis Everleigh McDonell : Jane Boland (saisons 2 à 4)
- Kaitlyn Oechsle (saison 1) puis Scarlett Abinante (saisons 2 à 4) : Emma Boland
- Caleb Emery : Baby Tyler (saisons 1 et 2, invité saisons 3 et 4)
- Sam Huntington (VF : Gauthier Battoue) : Noah (saison 2)
- Pasha D. Lychnikoff : Nico (saison 2)
- Noureen DeWulf (VF : Audrey Sourdive) : Krystal (saison 3, invitée saison 4)
- Rob Heaps (VF : Emmanuel Garijo) : Dr Josh Cohen (saison 3, invité saison 4)
- Ethan Suplee : Gil (saison 3)
- Carlos Aviles (VF : Eric Marchal) : Mick (saison 3, invitée saison 4)
- Ione Skye (VF : Marjorie Frantz) : Gayle Meyer (saison 3)
- Jackie Cruz (VF : Jessica Monceau) : Rhea (saison 3)
- Charlyne Yi (VF : Camille Donda) : Lucy (saison 3)
- Lauren Lapkus (VF : Marie Tirmont) : l'agent Phoebe Donnegan (saisons 3 et 4)
- Rodney To : Henry (saison 3, invité saison 4)
- Andrew McCarthy (VF : Guillaume Lebon) : M. Fitzpatrick (saison 4, invité saison 3)
- Jonathan Silverman (VF : Laurent Maurel) : Dave (saison 4)
- Niko Nicotera (en) (VF : Anatole de Bodinat) : Gene (saison 4)
- Jordan Belfi : Z (saison 4)

Photos des acteurs secondaires.
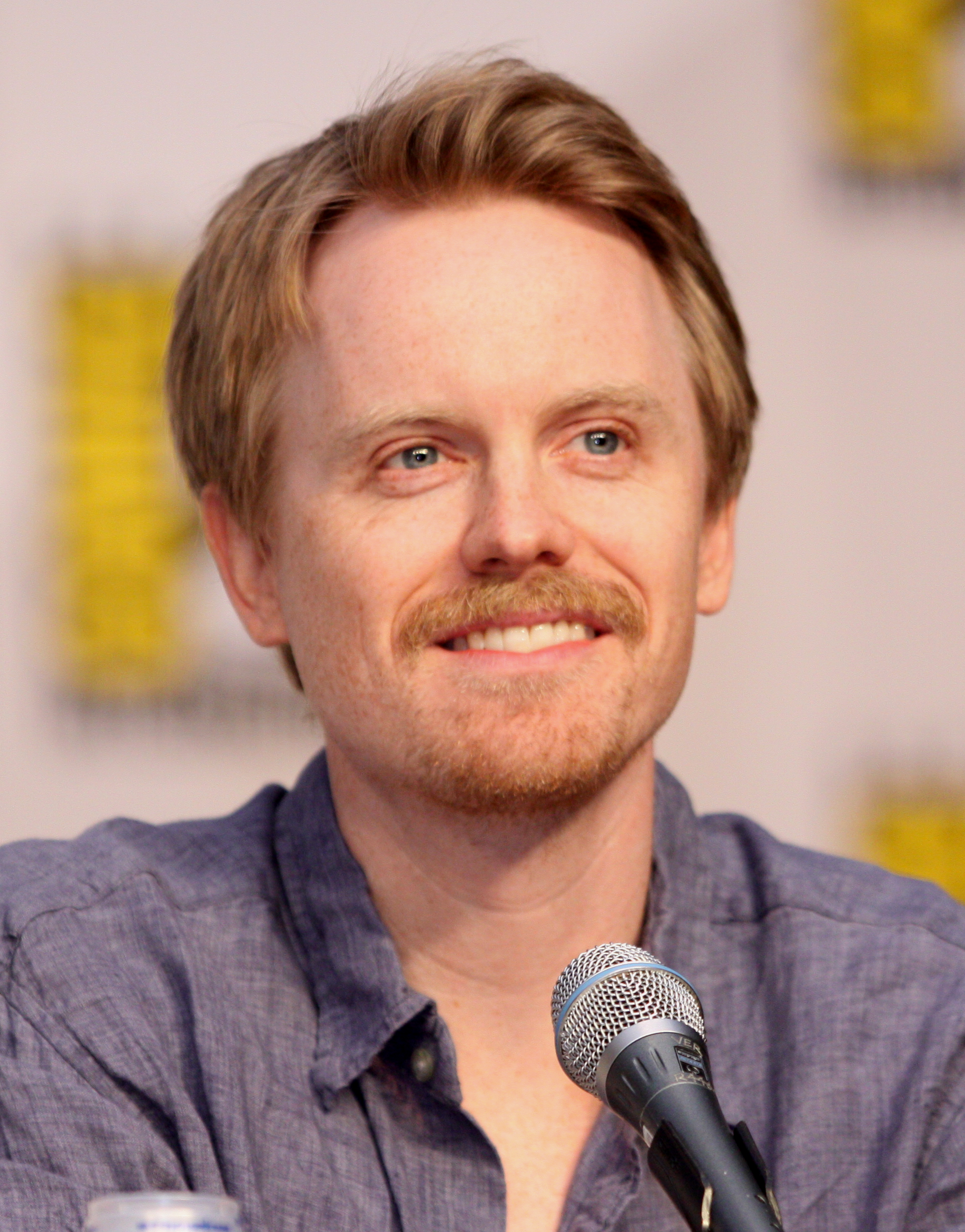
David Hornsby (en) interprète Leslie Peterson
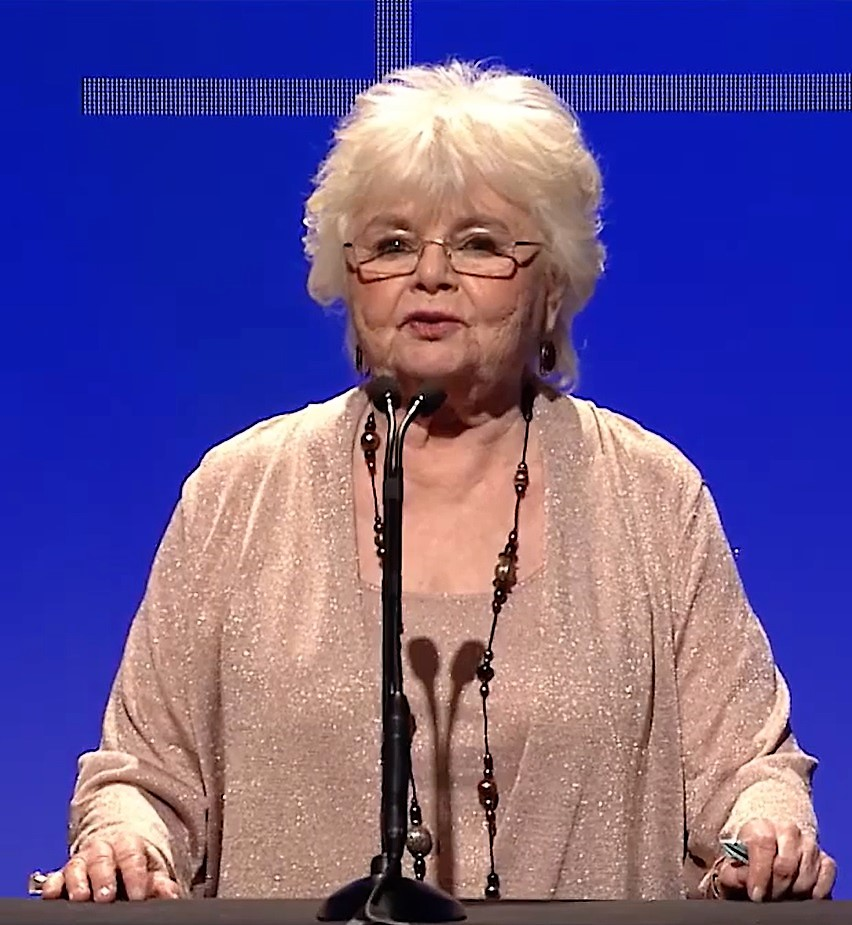
June Squibb interprète Marion Peterson
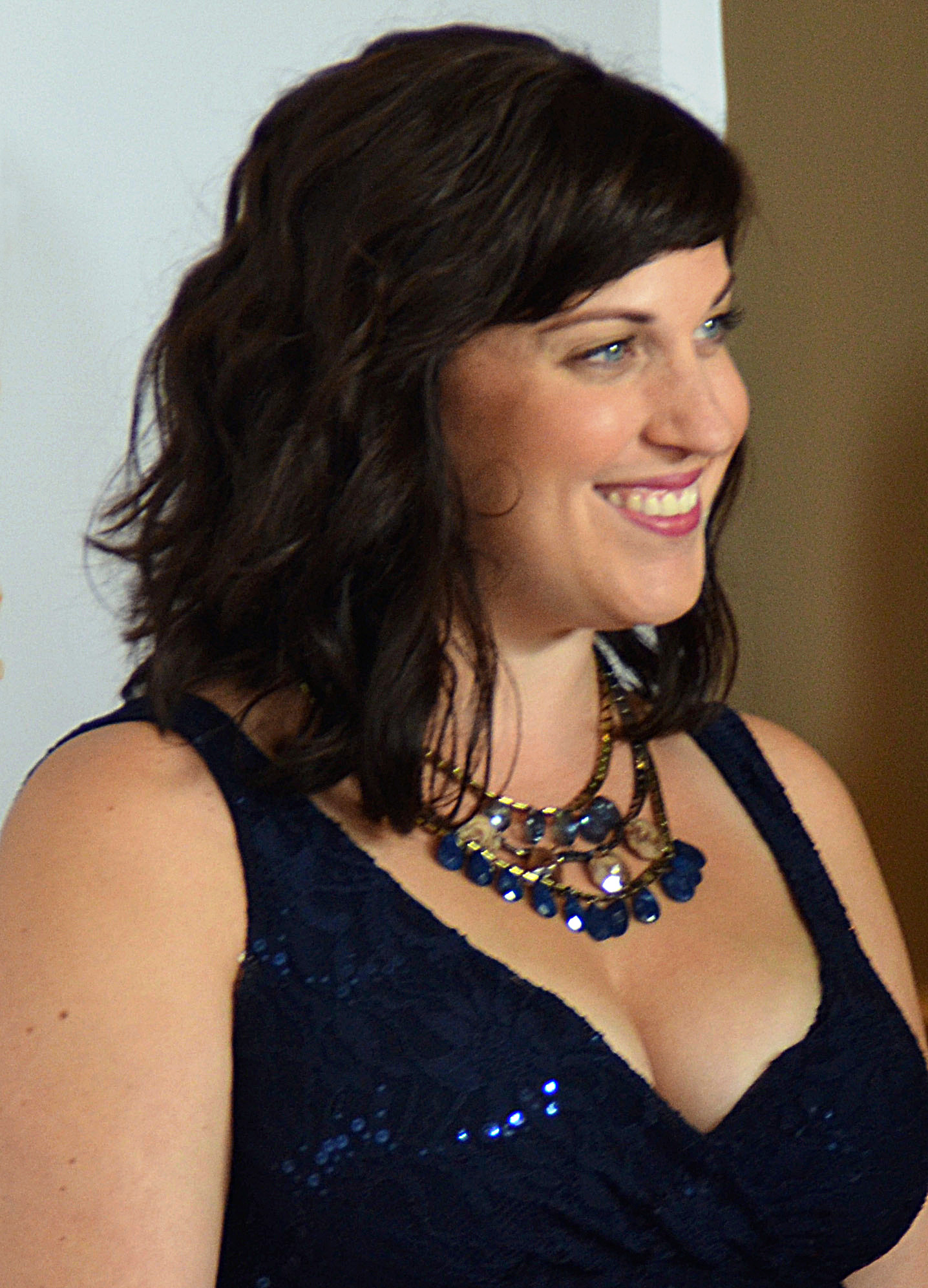
Allison Tolman interprète Mary Pat
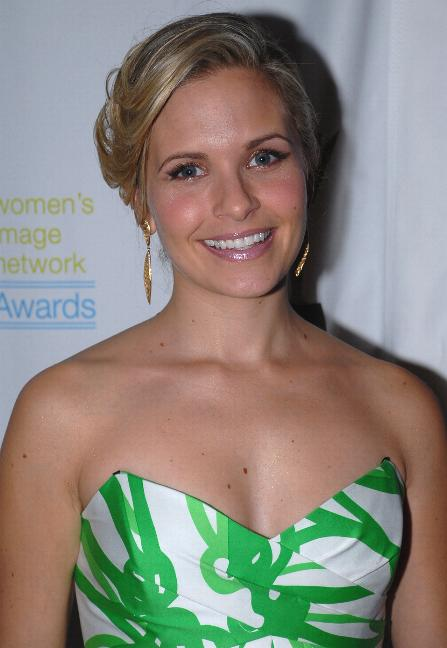
Sally Pressman interprète Nancy
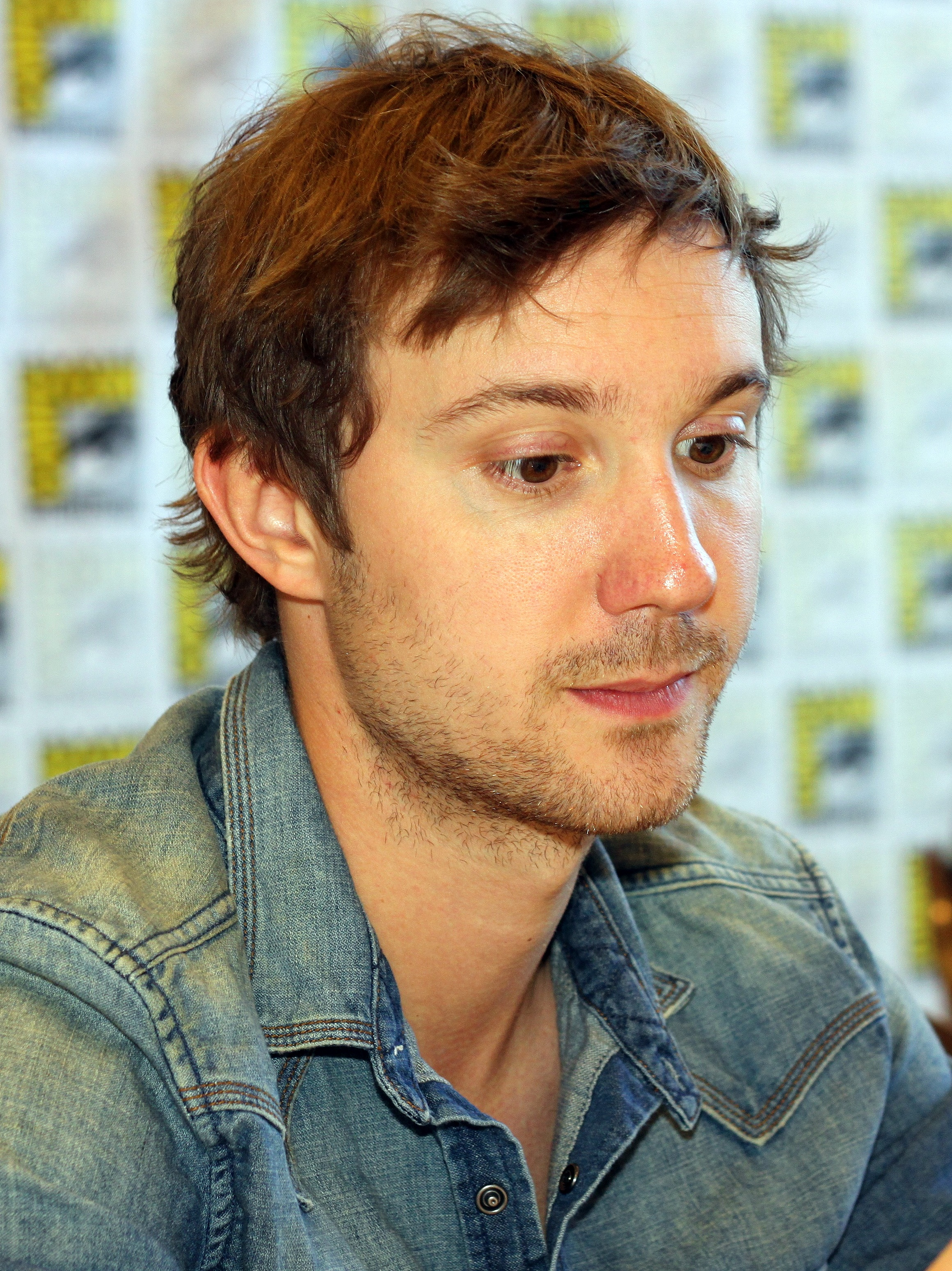
Sam Huntington interprète Noah
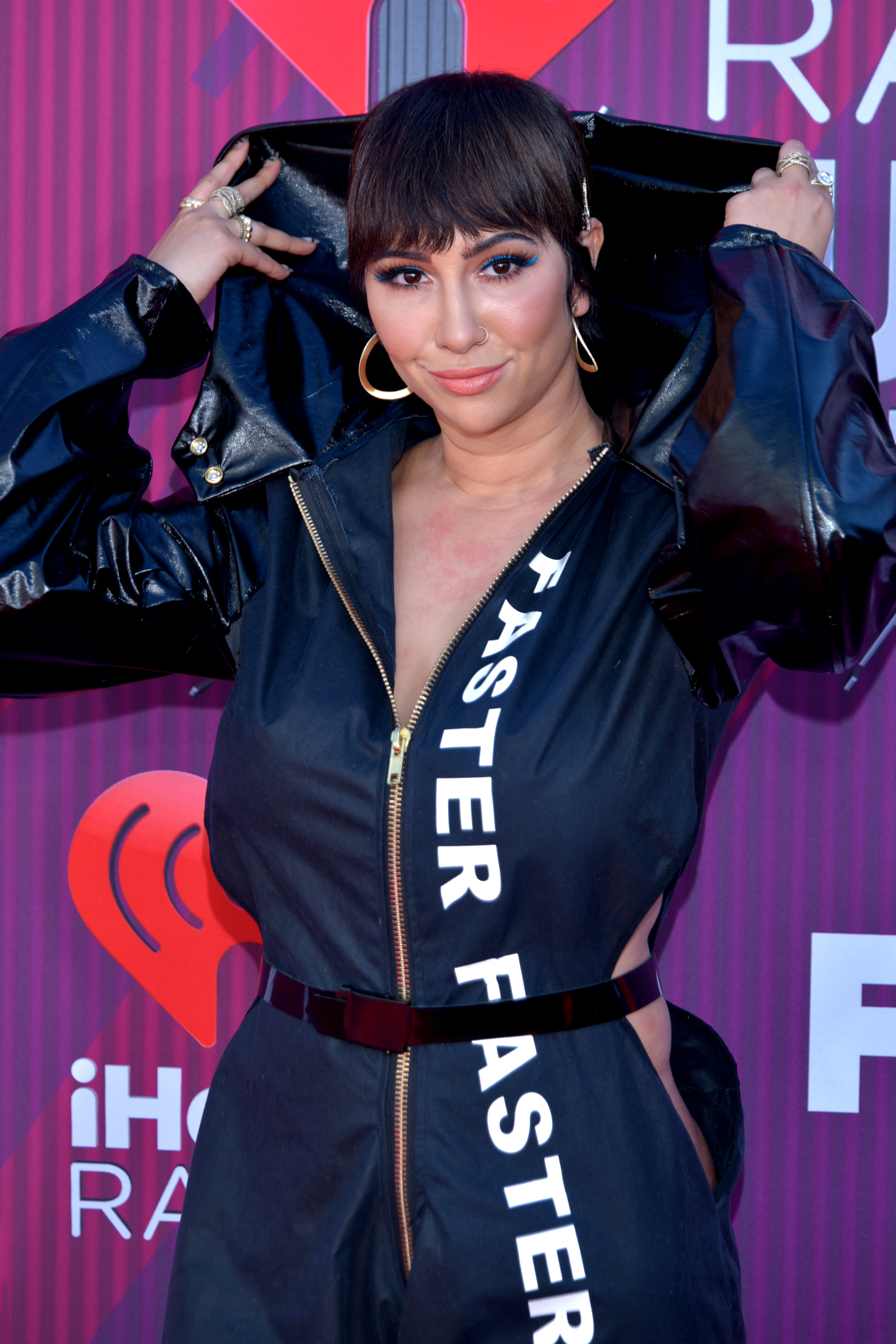
Jackie Cruz interprète Rhea
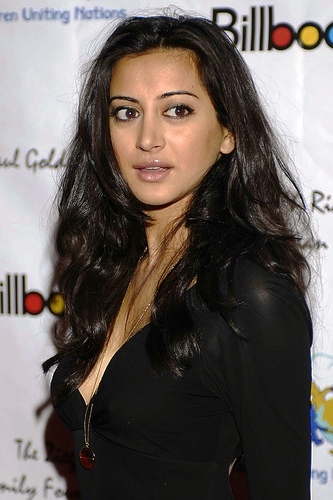
Noureen DeWulf interprète Krystal
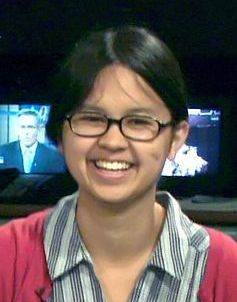
Charlyne Yi interprète Lucy
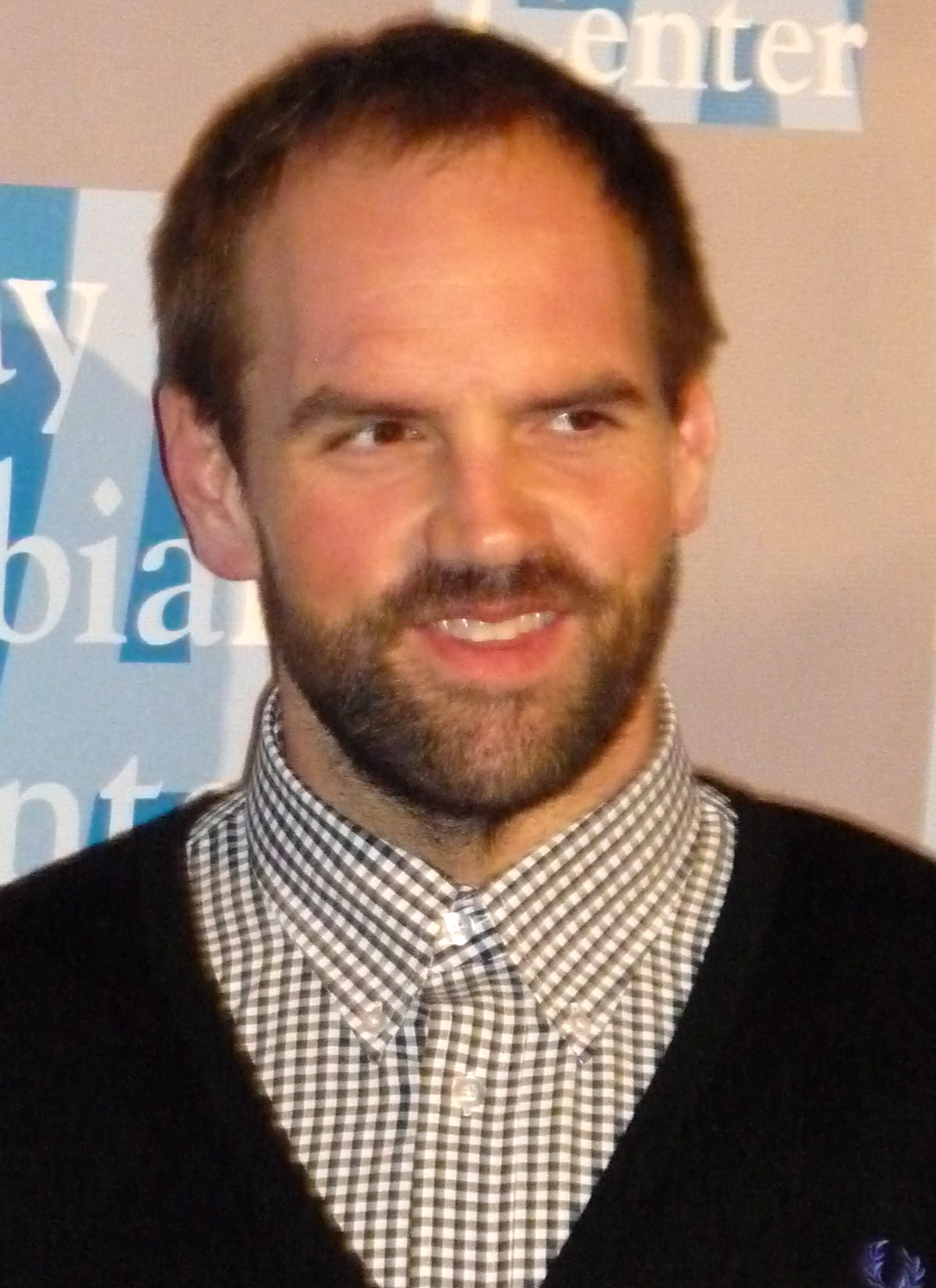
Ethan Suplee interprète Gil

### Version française
- Studio de doublage : Deluxe Media Paris
- Direction artistique : Christine Bellier
- Adaptation : Viviane Lesser, Marie-Pierre Deprez et Garance Merley

 Source et légende : version française (VF) sur RS Doublage

## Production

### Développement
En décembre 2016, NBC annonce la commande d'un pilote pour un projet de série créé par Jenna Bans. Satisfaite du résultat, la chaîne commence la série sous son titre actuel pour une diffusion lors de la saison 2017/2018 en mai 2017.
En novembre 2017, la chaîne annonce la date de lancement de la série au 26 février 2018. Le mois suivant, elle dévoile avoir signé un contrat avec Netflix pour la diffusion de la série sur le service à l'international.
La série est renouvelée pour une deuxième saison le 7 mai 2018, une troisième le 12 avril 2019 et une quatrième le 15 mai 2020.
Le 25 juin 2021, NBC annule la série.

### Distribution des rôles
En janvier 2017, Manny Montana est le premier acteur à rejoindre la distribution dans le rôle de Rio. Le mois suivant, plusieurs acteurs rejoignent la distribution : Mae Whitman rejoint la série dans le rôle de Annie, Matthew Lillard, celui dans celui de Dean, Reno Wilson, sous les traits de Stan, le mari de Ruby et Retta obtient de rôle de Ruby.
En juillet 2017, Christina Hendricks vient compléter la distribution dans le rôle de Beth, pour remplacer Kathleen Rose Perkins, initialement annoncée pour le rôle en février 2017.

### Tournage
Le tournage de la première saison s'est déroulé dans l'état de Géorgie.
Dès la seconde saison, le tournage est déplacé à Los Angeles à la suite d'un contrat signé par la production.

## Épisodes

### Première saison (2018)
Composée de dix épisodes, elle est diffusée entre le 26 février et le 30 avril 2018 sur NBC.
1. La Fin justifie les moyens (Pilot)
2. Problèmes d'argent (Mo Money, Mo Problems)
3. Borderline (Borderline)
4. Bombe atomique (Atom Bomb)
5. Shopping (Taking Care of Business)
6. Le Caméléon (A View From the Top)
7. Sauce spéciale (Special Sauce)
8. Fermeture technique (Shutdown)
9. L'Été des requins (Summer of the Shark)
10. Remix (Remix)

### Deuxième saison (2019)
Composée de treize épisodes, elle est diffusée entre le 3 mars et le 26 mai 2019 sur NBC et mise en ligne le 31 mai 2019 sur Netflix.
1. Travaux manuels (I’d Rather Be Crafting)
2. Ralentissez, des enfants jouent (Slow Down, Children at Play)
3. Vous êtes bien sur la messagerie de Leslie Peterson (You Have Reached The Voicemail of Leslie Peterson)
4. Choisis ton poison (Pick Your Poison)
5. Tout doit disparaitre (Everything Must Go)
6. Enlève ton pantalon (Take Off Your Pants)
7. Le Doudou (The Dubby)
8. Thelma et Louise (Thelma and Louise)
9. Une dernière fois (One Last Time)
10. Ce pays est votre pays (This Land is Your Land)
11. La Saison de la chasse (Hunting Season)
12. Jeff (Jeff)
13. Roi (King)

### Troisième saison (2020)
Initialement prévue pour seize épisodes, le tournage a été interrompu après le onzième épisode, la saison étant alors diffusée entre le 16 février et le 3 mai 2020 sur NBC et mise en ligne le 26 juillet 2020 sur Netflix.
1. Trouve ta plage (Find Your Beach)
2. Pas que des cartes (Not Just Cards)
3. Donut (Egg Roll)
4. L'Œil du survivant (The Eye in Survivor)
5. Au jus (Au Jus)
6. Frère Jacques (Frère Jacques)
7. Las Vegas (Vegas Baby)
8. Mamie (Nana)
9. Motivation (Incentive)
10. Opportunité (Opportunity)
11. Synergie (Synergy)

### Quatrième saison (2021)
Composée de seize épisodes, elle est diffusée entre le 7 mars et le 22 juillet 2021 sur NBC et mis en ligne le 31 août 2021 sur Netflix.
1. Une nuit à Bangkok (One Night in Bangkok)
2. Big Kahuna (Big Kahuna)
3. Le Bouc émissaire (Fall Guy)
4. Tel est tué qui croyait tuer (Dave)
5. La Banquière (The Banker)
6. Grand-Mère adore Grisham (Grandma Loves Grisham)
7. Carolyn avec un Y (Carolyn with a Y)
8. Un simple choix (Broken Toys)
9. Sauce bolognaise (Chef Boyardee)
10. Des cœurs solides, des ventes solides (Strong Hearts Strong Sales)
11. Misez tout sur le deux (Put It all on Two)
12. La famille d'abord (Family First)
13. Les filles aux commandes (You)
14. Merci pour votre soutien (Thank You for Your Support)
15. On est quitte (We're Even)
16. Nevada (Nevada)

## Univers partagé
La série se déroule dans le même univers télévisuel que la série Superstore. Bien qu'elles se déroulent géographiquement dans deux états différents, la chaîne de magasins Cloud 9, pour laquelle les héros de Superstore travaillent, apparaît dans la série où les héroïnes y effectuent souvent leurs achats et autres opérations de blanchiment d'argent.
La série télévisée The Mindy Project fait également partie de cet univers. Les trois séries partagent le même producteur et distributeur, Universal Television.

## Audiences
La meilleure audience de la série a été réalisée par le premier épisode de la première saison avec 5,97 millions de téléspectateurs.
La pire audience a été réalisée par le neuvième épisode de la première saison, L'Été des requins, avec 3,95 millions de téléspectateurs.
| Saisons | Nombre d'épisodes | Diffusion (États-Unis)                                       | Début           | Début    | Fin             | Fin      | Audience moyenne de la saison |
| Saisons | Nombre d'épisodes | Diffusion (États-Unis)                                       | Date            | Audience | Date            | Audience | Audience moyenne de la saison |
| ------- | ----------------- | ------------------------------------------------------------ | --------------- | -------- | --------------- | -------- | ----------------------------- |
| 1       | 10                | Lundi 22 h                                                   | 26 février 2018 | 5,97     | 30 avril 2018   | 4,04     | 4,44                          |
| 2       | 13                | Dimanche 22 h                                                | 3 mars 2019     | 2,77     | 26 mai 2019     | 2,44     | 2,51                          |
| 3       | 11                | Dimanche 22 h                                                | 16 février 2020 | 1,97     | 3 mai 2020      | 1,75     | 1,81                          |
| 4       | 16                | Dimanche 22 h (épisodes 1 à 9) Jeudi 21 h (épisodes 10 à 16) | 7 mars 2021     | 1,68     | 22 juillet 2021 | 1,48     |                               |

## Réception critique
Sur le site agrégateur de critiques Rotten Tomatoes, la première saison de la série recueille une note de 60 % basée sur 48 critiques collectées, avec une note moyenne de 6,34/10. Selon le consensus critique du site, « le scénario de Good Girls n'est pas toujours très crédible, mais les performances de ses actrices principales le sont ». Sur le site Metacritic, elle reçoit une note pondérée de 60 %, basée sur 21 critiques. Sur Allociné, la série est notée 4,3/5 par 770 spectateurs dont 40 critiques.
La saison 2 reçoit une note de 100 % sur Rotten Tomatoes, basée sur 7 critiques.